# Melissa Sneekes

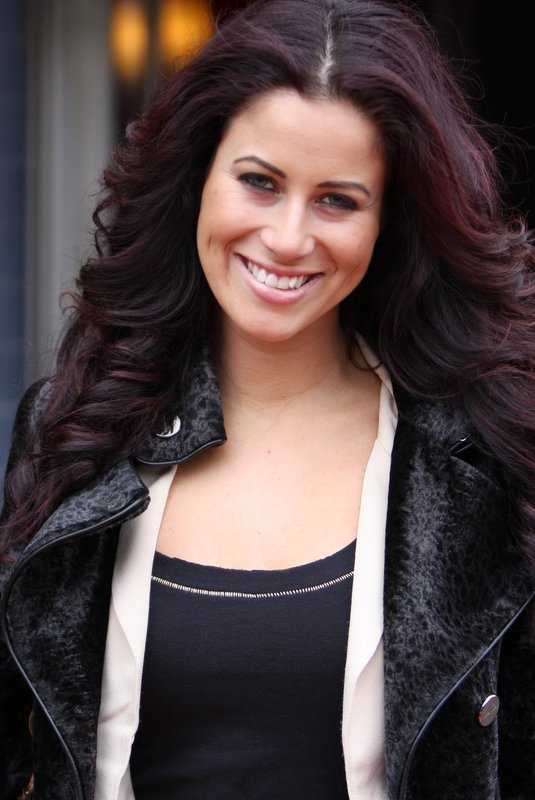
Melissa Sneekes in 2012

Melissa Sneekes (Den Haag, 15 juli 1983) is een Nederlands fotomodel en winnares van de Miss Nederland-verkiezing 2007.
Sneekes werd als winnares van Miss Nederland in 2007 uitgezonden als afvaardiging van Nederland naar de Miss World-verkiezing in China. Sneekes is de stiefdochter van voormalig profvoetballer Richard Sneekes.
In 2013 deed ze mee met de blind auditions van seizoen 4 van The voice of Holland. In 2024 deed Sneekes mee aan het televisieprogramma De Alleskunner VIPS waarin ze op de 36ste plaats eindigde.